# وسخود (شهرستان زالسوفسکی، سرزمین آلتای)
وسخود (به لاتین: Voskhod) یک منطقهٔ مسکونی در روسیه است که در سرزمین آلتای واقع شده‌است.